# Där rosor aldrig dör
Där rosor aldrig dör, även kallad Till en stad jag är på vandring, är en andlig sång, komponerad 1942 av Jack Osborn, James C. Miller och Elsie Osborn, med svensk text av Donald Bergagård. Sången heter i original Where the Roses Never Fade.
Sången, som ofta används som musikstycke vid begravningar, var med som filmmusik i den svenska filmen Änglagård (1992) och Änglagård - andra sommaren (1994), där den sjöngs av Görel Crona respektive Viveka Seldahl.
Visan har spelats in av en rad svenska artister, bland dem Mia Marianne och Per Filip och Vikingarna samt finlandssvenska Hans Martin.